# Carl Winther

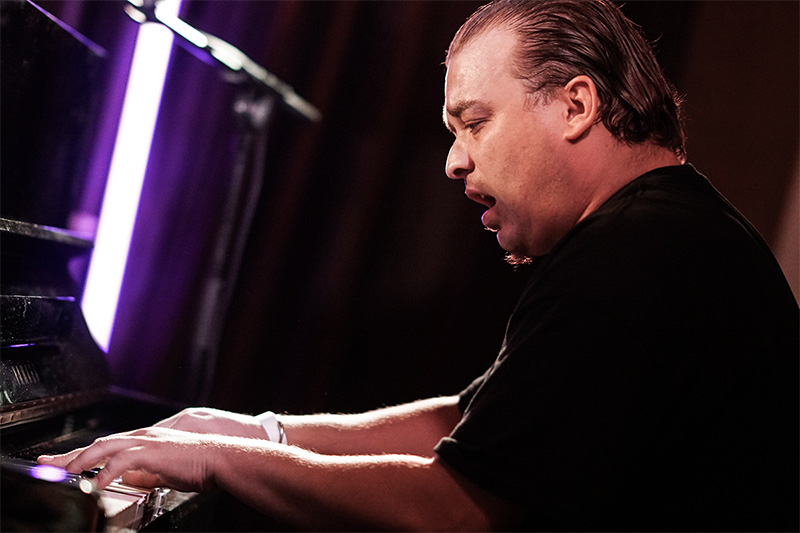
Carl Winther (2017)

Carl Winther (* 8. Oktober 1984 in Kopenhagen) ist ein dänischer Jazzmusiker (Piano, Komposition). Er gilt als einer der besten Pianisten Dänemarks.

## Leben
Winther stammt aus einer Musikerfamilie: Sein Vater war der Jazzmusiker Jens Winther, seine Mutter die Schlagzeugerin Karen Mortensen; die Sängerin Malene Mortensen ist seine ältere Schwester. Er begann 1991 mit dem Klavierunterricht und erhielt eine klassische und eine Jazzausbildung. Zwischen 2006 und 2011 studierte er am Rhythmischen Konservatorium in Kopenhagen. Zu seinem Trio gehörte zunächst der schwedischen Bassist Joel Illerhag, den er während des Studiums kennenlernte; der Schlagzeuger der Band, Anders Mogensen, erlebte Winther und Illehag als externer Prüfer bei Konservatoriumskonzerten. Das Trio tourte 2010 durch Europa und die USA und nahm die CD Red Alert auf. Das Trio erweiterte sich um Jerry Bergonzi zum Quartett, das nach einer Skandinavientournee 2011 ein erstes Album Sonic Shapes einspielte. In veränderter Besetzung folgte 2016 das Trio-Album Deconstructing Mr. X. 
Weiterhin trat er mit seinem Vater, mit Billy Hart, Bill Evans, Daniel Humair, Adam Nussbaum, James Genus, Till Brönner, Marcus Strickland, Dick Hafer, Dejan Terzic, Eliel Lazo, Moussa Diallo, Mads Vinding, Hugo Rasmussen, Mikkel Nords, Al Campos, Tomas Franck, Doug Raney, Frederik Kronkvist, Frederik Villmow und Afonso Corea auf.

## Preise und Auszeichnungen
Winter gewann mit der Band Skurup Hot 5 und eigenen Kompositionen 2006 den Jazzwettbewerb von Linkjøbing. 2011 erhielt er zwei Preise für seine Kompositionen, beim Jazz-Wettbewerb von Getxo und den Ersten Preis bei der dänischen DPA Jazz Komposition Konkurrence. 2013 gewann er den Wettbewerb von Jazz nad Odrą mit dem Quartett von Tomasz Licak und Radek Wośko.

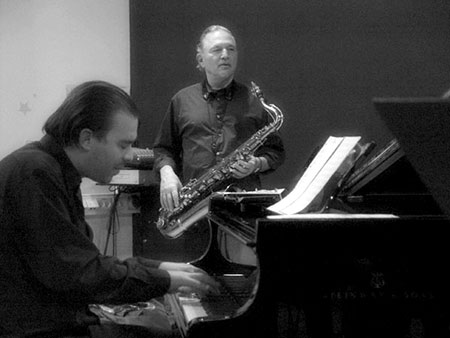
Carl Winther (links) mit Jerry Bergonzi (2014)

## Diskographische Hinweise
- Carl Winther, Jerry Bergonzi, Johnny Åman, Anders Mogensen Tetragonz (Stunt Records 2013)
- George Garzone, Jerry Bergonzi, Carl Winther, Johnny Åman, Anders Mogensen Quintonic (Stunt Records 2014)
- Carl Winther, Jerry Bergonzi Inner Journey (SteepleChase 2017)